# 和家麻呂
和 家麻呂（やまと の いえまろ/やかまろ）は、奈良時代から平安時代初期にかけての公卿。姓は史のち朝臣。贈正一位・高野弟嗣（和乙継）の孫。従五位上・和国守の子とする系図がある。官位は従三位・中納言、贈従二位・大納言。桓武天皇の従兄弟。

## 経歴
延暦5年（786年）従七位上から一挙に七階昇進して従五位下に叙爵され、伊勢大掾に任ぜられる。延暦7年（788年）造酒正に遷ると、造兵正・内厩助・治部大輔と京官を歴任する一方、延暦11年（792年）従五位上、延暦12年（793年）正五位下次いで従四位下と、桓武朝半ばより天皇の外戚（従兄弟）として急速に昇進する。
延暦15年（796年）には正四位下・参議に叙任され、渡来系氏族出身者として初めて公卿に昇る。延暦17年（798年）従三位・中納言に叙任され、同じく桓武天皇の従兄弟に当たる、右大臣・神王、大納言・壱志濃王に次いで、太政官で第三位の席次を占める。のち、中務卿・宮内卿を兼帯した。
延暦23年（804年）4月27日薨去。享年71。最終官位は中納言従三位。没後、従二位大納言の官位を追贈された。

## 人物
木訥な性格で、才学はなかった。天皇の外戚であったために、人臣として過分の昇進を果たしたが、天から授けられた才能には恵まれなかった。顕職に昇ってからも、旧知の者に会った際には、その者の身分が卑しいとして嫌ったりせず、握手して相語らったとして、見る者を感心させたという。

## 官歴
注記のないものは『六国史』による。
- 延暦2年（783年） 4月20日：史姓から朝臣姓に改姓
- 時期不詳：従七位上
- 延暦5年（786年） 正月7日：従五位下。正月24日：伊勢大掾
- 延暦7年（788年） 2月28日：造酒正
- 延暦8年（789年） 5月28日：造兵正
- 延暦10年（791年） 正月28日：内厩助
- 延暦11年（792年） 正月7日：従五位上[3]。2月2日：兼美濃介[3]
- 延暦12年（793年） 正月7日：正五位下[3]。2月：兼治部大輔[3]。4月2日：従四位下[3]。5月：兼大和守[3]
- 延暦14年（795年） 2月：兼相模守[3]
- 延暦15年（796年） 3月1日：参議、大輔守如元[3]。7月28日：正四位下
- 延暦16年（797年） 3月11日：兼衛門督。7月：兼兵部卿[3]
- 延暦17年（798年） 8月16日：従三位中納言[3]
- 延暦18年（799年） 2月20日：兼治部卿。6月16日：兼中務卿、相模守如故
- 延暦22年（803年） 5月：兼宮内卿
- 延暦23年（804年） 4月27日：薨去（中納言従三位）、贈従二位大納言

## 系譜
- 父：和国守[1]
- 母：不詳
- 生母不明の子女
  - 男子：和文継[1]
  - 男子：和文麻呂[1]
  - 男子：明覚[1]
  - 女子[1]